# Canon de 25mm semi-automatique modèle 1934
Die Canon de 25mm semi-automatique modèle war eine Panzerabwehrkanone. Sie wurde 1934 in Frankreich eingeführt und an einige weitere Staaten geliefert, beziehungsweise weitergegeben. Mit den Armeen dieser Länder ging das Geschütz im Zweiten Weltkrieg gegen die deutschen Panzertruppen in den Einsatz.
Nach den anfänglichen Siegen der deutschen Wehrmacht, wurde das Geschütz als Beuteweaffe mit der Bezeichnung 2,5-cm-Panzerabwehrkanone 112 (f) bei der Ausrüstung deutscher Truppen verwendet.

## Entwicklung
Anfang der frühen 1920er-Jahre erkannte die französische Armee, dass die Durchschlagsleistung der Canon d'Infanterie de 37 modèle 1916 TRP gegen moderne Panzer nicht ausreichen würde. So wurde der französischen Armee 1926 von der Firma Hotchkiss eine dort entwickelte 25mm Panzerabwehrkanone vorgestellt, die letztlich 1934 bei der Armee eingeführt wurde. Dieses Geschütz war zu Beginn des Zweiten Weltkriegs, die am meisten verwendete Panzerabwehrkanone der französischen Infanterie. Auch wenn noch nicht alle Verbände die volle Anzahl der geplanten Geschütze erhalten hatte, waren im Mai 1940 immerhin schon etwa 6.000 im Einsatz.

## Einsatz

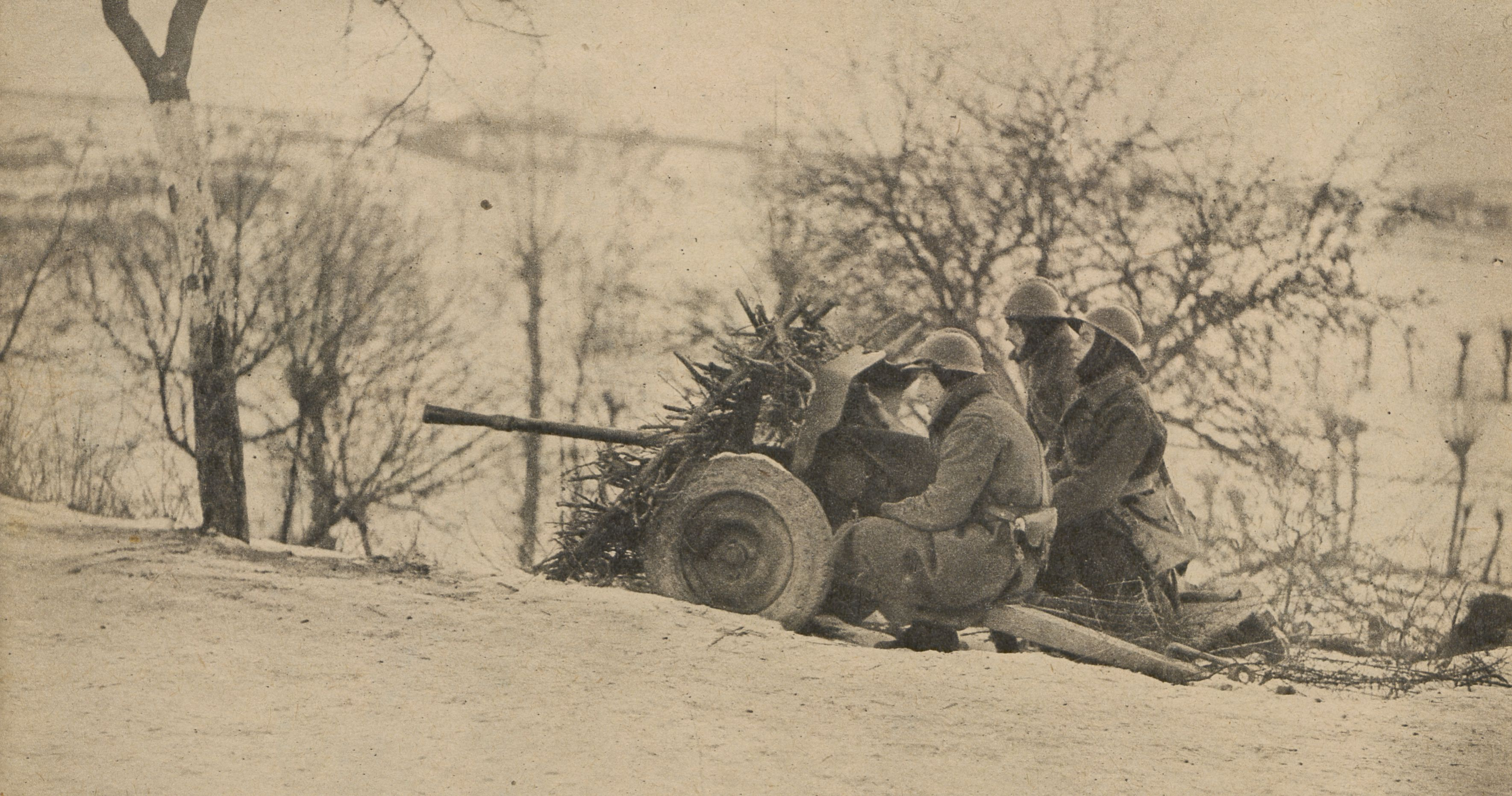
Französische Soldaten üben an einer 25 mm Hotchkiss, Januar 1940.

Nach Beginn des Westfeldzuges im Mai 1940 im Abwehrkampf stehend, erkannte man, dass die Geschosse dieses Kalibers gegen die deutschen Panzer nur bedingt wirkungsvoll waren, insbesondere auf größere Distanz. Gegen die leichter gepanzerten Panzerspähwagen und andere leicht gepanzerte Fahrzeuge war das Geschütz allerdings erfolgreich.

## Varianten
- 25 SA-L mle 1937: Verlängerte Waffe (L/77) mit leichterer Lafette von APX entwickelt.

Das Atelier Puteaux fertigte eine modernisierte Version dieser Panzerabwehrkanone. Die Waffe hatte nun eine Länge von 1.925 mm, wobei von den zusätzlichen 12 cm nur 1,3 cm auf das neue Rohr entfielen. Der Seitenrichtbereich war mit 37° deutlich geringer, der Höhenrichtbereich mit −10° bis +26° jedoch verbessert.
Mit nur 310 kg war eine Gewichtseinsparung von fast 200 kg gelungen, was von den Mannschaften sicher begrüßt wurde.
- 25 SA-L mle 1935: Ausführung als Bewaffnung für Kampfwagen, wie den Panhard 178.

## 2,5-cm-PaK 112 (f) und 113 (f)
Während der Angriffsoperationen und bei der Besetzung Frankreichs fiel eine große Zahl der Geschütze und auch eine Menge Munition in die Hände der Wehrmacht. Zur Ergänzung der eigenen Bewaffnung wurde ein Teil dieser Geschütze als 2,5 cm Pak 112 (f) für die mle 1934 Geschütze und als 2,5 cm Pak 113 (f) für die mle 1937 eingeführt. Da es sich um eine Waffe handelte, die kaum in der Lage war moderne Panzer zu bekämpfen, wurde die Geschütze nur im Besatzungsgebiet und der Küstenverteidigung eingesetzt. Doch wurden auch Geschütze an andere Nationen abgegeben.

## Verwendung bei anderen Streitkräften

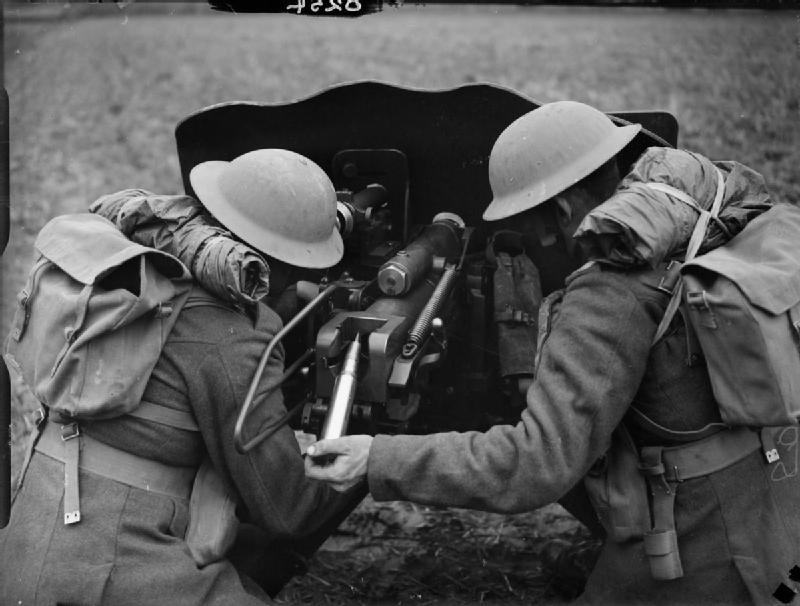
Soldaten des British Expeditionary Force üben mit einer Hotchkiss 25 mm, November 1939

### Großbritannien
Als die British Expeditionary Force (BEF) 1939 in Frankreich eintraf, verfügten die Truppen über zu wenige Panzerabwehrgeschütze, wie die Ordnance QF 2-Pfünder. Deshalb erhielten sie 300 canons de 25, die von den Briten als Anti-Tank Gun, 25 mm. Hotchkiss, Mark I on 25 mm. Carriage, Mark I bezeichnet wurde. Das BEF war vollständig motorisiert und  der Versuch, die Geschütze an die eigenen Fahrzeuge anzuhängen, endete mit der Feststellung, dass diese dafür nicht stabil genug gebaut waren, da man den Briten Geschütze, die für den Pferdezug gebaut worden waren, überlassen hatte. In der Folge verlasteten die Briten ihre Geschütze auf die Ladefläche von Lastkraftwagen und die ersten Gun portees entstanden. Es war der Beginn eines von den Briten später weithin genutzten Konzepts.

### USA
Im Jahr 1935 verkaufte Hotchkiss das Geschütz an die US-Army für eine Erprobung.

### Türkei
In der Zeit zwischen dem Ersten und Zweiten Weltkrieg kaufte die Türkei 400 Geschütze.

### Italien
Während der Kämpfe in Nordafrika erbeutete die italienische Armee einige Geschütze, die neben der Solothurn S-18/1000, unter der Bezeichnung Cannone da 25/72 zur Verstärkung der eigenen Panzerabwehr eingesetzt wurden.

### Finnland
Während des Sowjetisch-Finnischen Winterkrieges kaufte Finnland 50 Hotchkiss-Panzerabwehrkanonen. Doch nur 40 Stück wurden im Februar 1940 über Norwegen ausgeliefert. Die restlichen 10 Geschütze wurden von der Wehrmacht beim Überfall auf Norwegen im Frühjahr 1940 erbeutet. Etwa die Hälfte der gelieferten Geschütze wurden während des Winterkrieges an der Front eingesetzt und drei gingen dabei in den Kämpfen verloren. In der Zeit vor dem nächsten Krieg gegen die Sowjetunion, verkaufte Deutschland an Finnland 200 erbeutete Geschütze. Davon waren 133 Stück modèle 34 und 67 Stück modèle 37.
Im finnischen Dienst erhielten die Geschütze die Bezeichnungen 25 PstK/34 und 25 PstK/37. Sie wurden ab 1943 nicht mehr an der Front eingesetzt.

### Indochina / Vietnam
Während der Kämpfe in Indochina wurden einige Geschütze anfänglich auf Seiten der Viet Minh eingesetzt.